# Marise Chamberlainová
Marise Ann Millicent Chamberlainová (5. prosince 1935 Christchurch – 5. listopadu 2024 Christchurch) byla novozélandská běžkyně na střední vzdálenosti. Je jedinou novozélandskou atletkou, která získala olympijskou medaili na dráze (Lorraine Mollerová doběhla třetí v maratónu). Vytvořila světové rekordy na 440 a 880 yardech a na 1 míli.